# Сорока (картина Моне)
«Сорока» (фр. La Pie) — картина, написанная французским художником Клодом Моне (Claude Monet, 1840—1926) в 1868—1869 годах. Размер картины — 89 × 130 см, c рамой 120,5 × 164 см.

## История и описание
В конце 60-х годов XIX века Моне овладело желание запечатлеть и передать зрителю чувства и эмоции, пробуждаемые в его душе мимолётными состояниями окружающей природы. Вдохновлённый Писсарро, а также Ренуаром и Сислеем, он погрузился в сложную работу над снежным пейзажем.
Незадолго до этого на суд публики уже был с успехом представлен зимний пейзаж, выполненный художником Гюставом Курбе в восторженной манере изображения зимнего леса и охоты. Как бы снижая восторженность Курбе, Моне предпочёл изобразить на картине сороку, севшую на калитку, как хрупкую одинокую ноту, случайно оброненную кем-то на нотный стан. Изображение на картине соткано солнцем и снегом, которые передают нам ощущение неуловимой полутвёрдой полупрозрачной материи.
Художник создал пейзаж, характерный для импрессионизма — изобразительного жанра, получившего своё название пятью годами позднее, на первой официальной выставке. Для этого сельского пейзажа вблизи Этрета, написанного Моне как будто на одном дыхании, были использованы редкие в то время неяркие и, вместе с тем, сверкающие тона, создающие неповторимый свет солнечного зимнего дня.
Впечатление, произведённое на публику этой картиной, выразил критик Феликс Фенеон, написавший, что публика, приученная к ужасному изобразительному соусу от столпов официальной живописи и академиков, была поражена созерцанием этой неброской картины.
Новизна и смелость манеры Моне, погружающего нас в мир своих чувств и переживаний, заметно отличают эту картину от классических изображений зимнего дня того времени. Это обстоятельство объясняет тот факт, что картина была отвергнута жюри Парижского салона 1869 года.
В период с 1867 по 1893 год Моне и его коллеги-импрессионисты Альфред Сислей и Камиль Писсарро написали сотни пейзажей, иллюстрирующих естественный «эффект снега» (фр. effet de neige). Искусствоведы считают, что серия суровых зим во Франции способствовала увеличению количества зимних пейзажей, созданных импрессионистами.
«Сорока» — один из примерно 140 снежных пейзажей, созданных Моне. Его первый снежный пейзаж, «Повозка на снежной дороге в Онфлёр» (A Cart on the Snowy Road at Honfleur), был написан где-то в 1865 или 1867 году, за ним последовала серия снежных пейзажей в том же году, начиная с «Дорога на ферму Сен-Симеон зимой» (The Road in Front of Saint-Simeon Farm in Winter). «Сорока» была завершена в 1869 году и является крупнейшей зимней картиной Моне. За ним последовала «Красный платок» (The Red Cape) (1869–1871), единственная известная зимняя картина с участием Камиллы Донсье.

## Критика
Моне представил «Сороку» и «Рыбацкие лодки в море» на Парижском салоне 1869 года. Обе картины были отклонены в апреле. Критик Поль Ришар сказал, что члены жюри отклонили картину как «слишком обыденную и слишком грубую». Экспериментальное использование Моне цвета и радикальный отход от описательного, академического стиля удивили публику и, вероятно, способствовали отклонению картины жюри.
Линн Орр, куратор Музеея изобразительных искусств Сан-Франциско, отметила интерес Моне к меняющемуся свету, который зависел от времени суток и капризов атмосферы, написав: «Благодаря виртуозному цветовому исполнению, картина представляет собой эссе о вариациях белого, воспринимаемых в отражении солнца на свежем свежем снегу».